# Slodust
Slodust är ett  metalband från Nynäshamn, Sverige som bildades
1996. Debutalbumet Twisted Ahead gavs ut 2001 på Black Mark.

## Historia

### Bandet bildas
Slodust bildades 1996 av Roger Ersson (bas) och Hugo Tigenius (trummor)
under inspiration av band som Sepultura och Machine Head. Ersson hade tidigare spelat i det funkinfluerade hårdrocksbandet Manic Sounds Panic.
Bandet byggdes vidare med sångaren Nicklas Murbäck (ex.Sumerion) och gitarristerna Sackis & Fredrik. Pira (Ex.Numanthia) och en första demo med låtarna Be a man, Spit, I hate och Pick up the pieces spelades in 1996. Ytterligare två demos följde 1997 (Lies, Rape me, Shut up, Wicked, What do you want, Grassroots, Twisted) och 1999 (Bad song, Adam, Spit och Grassroots),
Bandet spelade ofta i Stockholmstrakten och fick uppmärksamhet via sina liveframträdanden och demos. Press och skivbolag visade sitt intresse och 1999 skrev Slodust kontrakt med det svenska skivbolaget Black Mark.
På grund av skiljaktigheter i bandet lämnade Sackis Slodust mot slutet av 1998, och ersattes senare av Adam Skogvard, som i sin tur ersattes av Niklas "Dogge" Welin. Kort därefter lämnade även Pira bandet. Slodust albumdebuterade sedermera hos Black Mark med albumet Twisted Ahead i september 2001. Skivan producerades av bandet tillsammans med Janne Lund, även basist i hårdrocksgruppen Fortune.

### Nedläggning eller nystart?
2003 var ett mörkt år för Slodust. Bandet bröt med sitt skivbolag och flera medlemmar lämnade Slodust. De två kvarvarande medlemmarna, grundaren Roger Ersson och den senast tillkomna, gitarristen Ivan Castañeda, spelade periodvis med andra band men ville inte ge upp Slodust som idé. Så småningom rekryterades Niklas Olsson på gitarr och Daniel "Dante" Björklund på trummor, båda från bandet Ichabod som var på väg att läggas ner. Gruppen beslutade att behålla namnet Slodust och på våren 2005 anslöt sångaren Deniz Schenström som tidigare spelat med både Olsson och Björklund. Det förnyade Slodust gav 2006 ut demon Wicked Ahead med låtarna End this Game, Silent Words, Identity och Give Me a Reason. Demon fick goda recensioner och utsågs bland annat till månadens bästa i Close Up Magazines septembernummer. Sommar och höst 2006 spelade bandet på scener runt om i Stockholm som Klubben (Fryshuset), Mango Bar och i hemstaden Nynäshamn på Sailor In. I november slutade trummisen Daniel Björklund. 

### 2007–2008
I februari 2007 lämnade ena gitarristen, Castañeda bandet. Hugo Tigenius, en av grundarna, återvände till Slodust som trummis under en period men från 2008 är Daniel Björklund tillbaka som bandets trummis. Ny gitarrist är Mats Gustavsson.

## Medlemmar
Nuvarande medlemmar
- Roger Ersson – basgitar (1996– )
- Daniel Björklund – trummor (2004–2006, 2008– )
- Elias Jäderberg Nilsson – gitarr (2010– )

Tidigare medlemmar
- Hugo Tigenius – trummor (1996–2004, 2007–2008)
- Nicklas Murbäck – sång (1997–2003)
- Fredrik Pira – gitarr (1997–1999)
- Sakis "Grek" – gitarr (1997–1999)
- Niklas "Dogge" Welin – gitarr (1999–2002)
- Adam Skogvard – gitarr (1999–1999)
- Ivan Castañeda – gitarr (2003–2007)
- Niklas Olsson – gitarr (2003–2007)
- Mats Gustavsson – gitarr (2008–2010 )
- Deniz Schenström – sång (2005–2010 )

## Diskografi
Tidiga demoskivor
| 1996 - Be a man - Spit - I hate - Pick up the pieces | 1997 - Lies - Rape me - Shut up - Wicked - What do you want - Grassroots - Twisted | 1999 - Bad song - Adam - Spit - Grassroots |

Studioalbum
Twisted Ahead – 2002 (Black Mark)
1. Wicked
2. Inside Your Heart
3. This Day
4. Breathing Under Water
5. Adam
6. Spit
7. What?!
8. Pick Up The Pieces
9. Bad Song
10. Tjing Tjing
11. Fuck All Y'all
12. Grassroots

Senare demoskivor
| 2003 - This far (I'm alive) - Tango - ...and we're so high | Wicked Ahead – 2006 - End this Game - Silent Words - Identity - Give Me a Reason |